# Mandailles-Saint-Julien
 Mandailles-Saint-Julien  es una población y comuna francesa, situada en la región de Auvernia-Ródano-Alpes, departamento de Cantal, en el distrito de Aurillac y cantón de Aurillac-4.

## Demografía
| 607 | 527 | 450 | 363 | 276 | 226 | 203 |
| Para los censos de 1962 a 1999 la población legal corresponde a la población sin duplicidades (Fuente: INSEE [Consultar]) |     |     |     |     |     |     |